# 阮大鋮
阮 大鋮（げん だいせい、1587年 - 1646年）は、明末から南明にかけての政治家・劇作家。字は集之。号は円海。父は阮以巽。娘は劇作家の阮麗珍。
天啓年間に魏忠賢のもとで東林党を弾圧し、その後失脚したが弘光帝のもとで復活し、ふたたび東林党や復社の人員を弾圧した。

## 生涯
阮大鋮は安慶府懐寧県の人で、安慶府桐城県𠙶山（現在の安徽省銅陵市樅陽県）の出身。天啓年間には魏忠賢のもとにあった。
崇禎帝が即位して魏忠賢が失脚すると、崇禎2年（1629年）に阮大鋮も職を失い、その後17年間にわたって官職を得ることができなかった。阮大鋮は南京にあって馬士英らと交友関係を結んだ。阮大鋮が復活しそうになると、復社の顧杲らは復活阻止のための運動を行った。
崇禎17年（1644年）の明の滅亡後、史可法をはじめとする東林党や復社の人士は潞王朱常淓を立てようとし、馬士英らは福王朱由崧を擁立したため、ここでも党争が起きた。朱由崧が南京で即位（弘光帝）すると、馬士英の推薦によって阮大鋮が復活し、官は兵部尚書にのぼった。弘光帝は暗愚で、政治は馬士英・阮大鋮にまかせっきりであった。復社の人々と再び対立したが、馬士英や阮大鋮は軍事力を背景に持っていたため、復社側は対抗できずに粛清されていった。
1645年、清軍が南京を陥落させると、馬士英・阮大鋮は隆武帝に合流しようとしたが、隆武帝は許さなかった。阮大鋮は清に投降した。
翌1646年に死亡した。『明史』によると清軍に従って仙霞関を攻めているときに石上で死んだが、その後に隆武帝と内応する旨の文書が発見されたので死体に刑を加えたという。『明季南略』では、内応の文書が発見されたために崖から飛び降りて自殺したとする。

## 作品
阮大鋮は一流の劇作家であり、『燕子箋』『春灯謎』『双金榜』『牟尼盒』などの伝奇が現存する。なかでも『燕子箋』は有名であり、日本語訳も存在する。
その一方、孔尚任の戯曲『桃花扇』では阮大鋮自身が最大の悪役として登場する。